# Закрытый занавес
«Закрытый занавес» (перс. پرده‎) — иранский документально-игровой фильм режиссёров Джафара Панахи и Камбузьи Партови. Премьера фильма состоялась на 63-м Берлинском международном кинофестивале 12 февраля 2013 года, где Джафар Панахи был награждён «Серебряным медведем» за лучший сценарий. «Закрытый занавес» также был выбран в качестве фильма закрытия Гонконгского международного кинофестиваля 2013 года.
«Закрытый занавес» является вторым, после фильма «Это не фильм», кинопроизведением Джафара Панахи с того момента, как он получил 20-летний запрет на профессиональную деятельность от правительства Ирана.

## Сюжет
Безымянный сценарист прибывает на уединённую трёхэтажную виллу на берегу Каспийского моря. Он тайно берёт с собой своего пса по кличке Мальчик. Согласно исламскому законодательству, собаки считаются нечистыми, и его хозяин намеревается скрыть Мальчика от властей, при этом пытаясь написать что-нибудь для сценария. Сценарист бреет голову, дабы изменить свою внешность, и закрывает все окна на вилле чёрным непрозрачным материалом.
Однажды ночью во время грозы Мелика и её брат Реза врываются на виллу. Они рассказывают сценаристу, что сбежали с нелегальной пляжной вечеринки, на которой употребляли алкоголь, и скрываются от полиции. Мужчина требует, чтобы они ушли, но Реза заявляет, что его сестра склонна к самоубийству, а затем оставляет Мелику там, пока он будто бы ищет машину.
Присутствие Мелики начинает выбивать сценариста из колеи. Мелика говорит с ним загадочно и театрально, часто лжёт и требует узнать личные подробности из его жизни. Тот становится всё более параноидально настроенным и начинает подозревать Мелику в том, что девушка — полицейский шпион, особенно его настораживает её желание сорвать ткань с окон. Мелика внезапно исчезает, и сценарист остаётся один. Когда он слышит, как открывается дверь заднего двора, он и Мальчик прячутся и слышат лишь звуки проникновения в дом грабителей.
Сюжет резко меняется и становится более сюрреалистичным, когда на вилле появляются режиссёр Джафар Панахи и другие члены съёмочной группы.

## В ролях
- Камбузья Партови — сценарист
- Мириам Моквадам — Мелика
- Джафар Панахи — в роли самого себя
- Хади Саиди — Реза
- Азадех Тораби — сестра Мелики

## Производство
Фильм был тайно снят на собственной прибрежной вилле Панахи на Каспийском море. Он заявил, что начал снимать его в состоянии глубокой меланхолии, но к завершению фильма ему удалось прийти в себя. Камбузья Партови рассказал, что сцены с занавесками на окнах снимались последними, чтобы не вызвать подозрений и не навлечь на Панахи неприятности.

## Реакция и критика
В ответ на присвоение фильму «Закрытый занавес» награды на Берлинском кинофестивале «за лучший сценарий» Джавад Шамакдари, глава Информационного агентства иранских студентов, выступил с обращением: «Мы выразили протест Берлинскому кинофестивалю. Его официальные лица должны изменить своё поведение. Все знают, что для того, чтобы снимать фильмы в нашей стране и отправлять их за границу, нужна лицензия, но есть некоторые люди, делающие это незаконно. Перед нами очевидное преступление… но до сих пор Исламская Республика терпела такое поведение». На самом деле, после отбора фильма в конкурсную секцию Берлинского фестиваля его руководство запросило разрешение на поездку Панахи в Германию, но Иран не ответил, как и на последующее обращение правительства ФРГ. 28 февраля 2013 года иранские власти конфисковали паспорта Партови и Моквадам.
Кинокритик Ханс-Георг Родек из Die Welt назвал «Закрытый занавес» «одновременно фильмом о мужестве и трусости в репрессиях… одновременно аллегорическим и конкретным», наиболее отметив игру Мириам Моквадам, чья роль Мелики, по его мнению, была «воплощением свободной мысли» на экране.
Российский кинокритик Андрей Плахов отметил: «Приз за сценарий „Закрытому занавесу“, похоже, был выдан коллективом жюри Берлинале от растерянности. Оставить Джафара Панахи ни с чем было никак невозможно, но сценарий — последнее, что привлекает взор в этой совершенно отдельной картине, полуимпровизации, полугаллюцинации, которую вообще правильнее было бы показать вне конкурса».